# Petra tu Romiú
Petra tu Romiú (grec: Πέτρα του Ρωμιού, 'roca del romà'), també coneguda com a Roca d'Afrodita, és una roca situada al costat de la mar, a prop de Pafos, a l'illa de Xipre. Segons la llegenda, ací va nàixer Afrodita.

## Ubicació
La roca és a la costa, al llarg de la carretera principal de Pafos a Limassol, a uns quinze quilòmetres de Pafos.

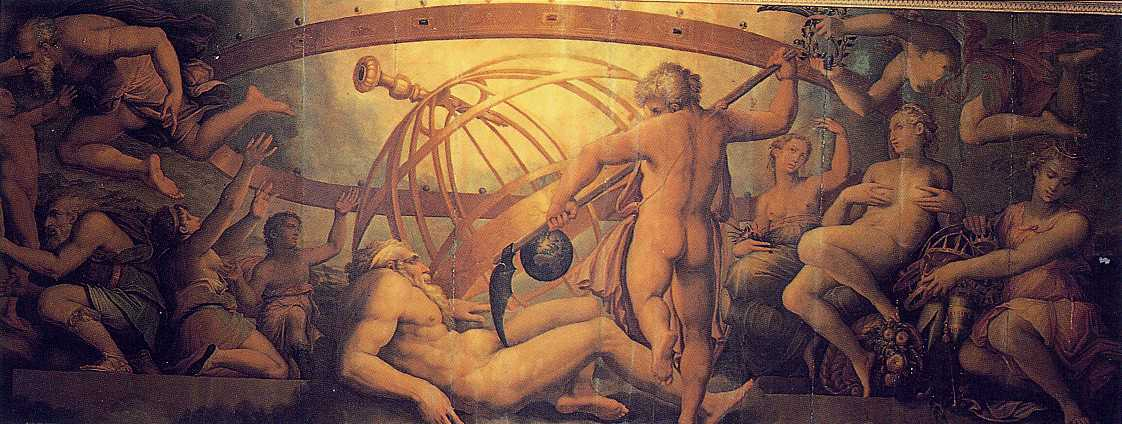
Giorgio Vasari: La mutilació d'Urà per Saturn (Cronos)

Segons una llegenda, aquesta roca és el lloc de naixement de la dea Afrodita, potser per les aigües escumoses al voltant dels fragments de roca. És coneguda per això com la Roca d'Afrodita. Gea (la Mare Terra) va demanar als seus fills que la revenjassen d'Urà (el Cel) perquè no els deixava veure la llum, la qual cosa faria el més jove dels seus fills, Cronos, que tendeix una emboscada al seu pare i el mutila amb una dalla. Urà intenta escapar volant, però perd parts del seu cos i els testicles li cauen a la mar. Una versió local de la llegenda indica que la roca d'Afrodita correspon als testicles de Cronos. Apareix una bromera blanca de la qual s'eleva una donzella (Ἀφροδίτη, 'qui puja de l'escuma'). La xiqueta, anomenada Afrodita, entra a l'assemblea dels déus de Xipre. Existia un santuari d'Afrodita a l'antiga Pafos, Kouklia. El seu culte, després el reemplaçaren els romans pel de Venus.
Una altra llegenda vincula el nom Achni amb la platja a prop de la roca, i considera aquest indret on van desembarcar els aqueus en tornar de Troia.
El nom actual de Petra tou Romioú ('Roca del romà') uneix el lloc amb altres llegendes, les gestes de Basili, exposades en el poema èpic Digenes Akritas. Basili era mig romà (Romios) i mig àrab, d'ací el nom Digenes (dues sangs). Conta la llegenda que el cristià Basili llançà una enorme roca des de les muntanyes de Tróodos als invasors sarraïns. Una roca propera també es coneix com a Roca Sarraïna.

## El lloc en l'actualitat
La bellesa de la zona i la llegenda que fa nàixer Afrodita a la roca el converteixen en un lloc molt popular.
Es promet l'«eterna joventut» a qui es banye al voltant de la roca, però banyar-s'hi és perillós. No és permès pujar a la roca.

## Galeria d'imatges

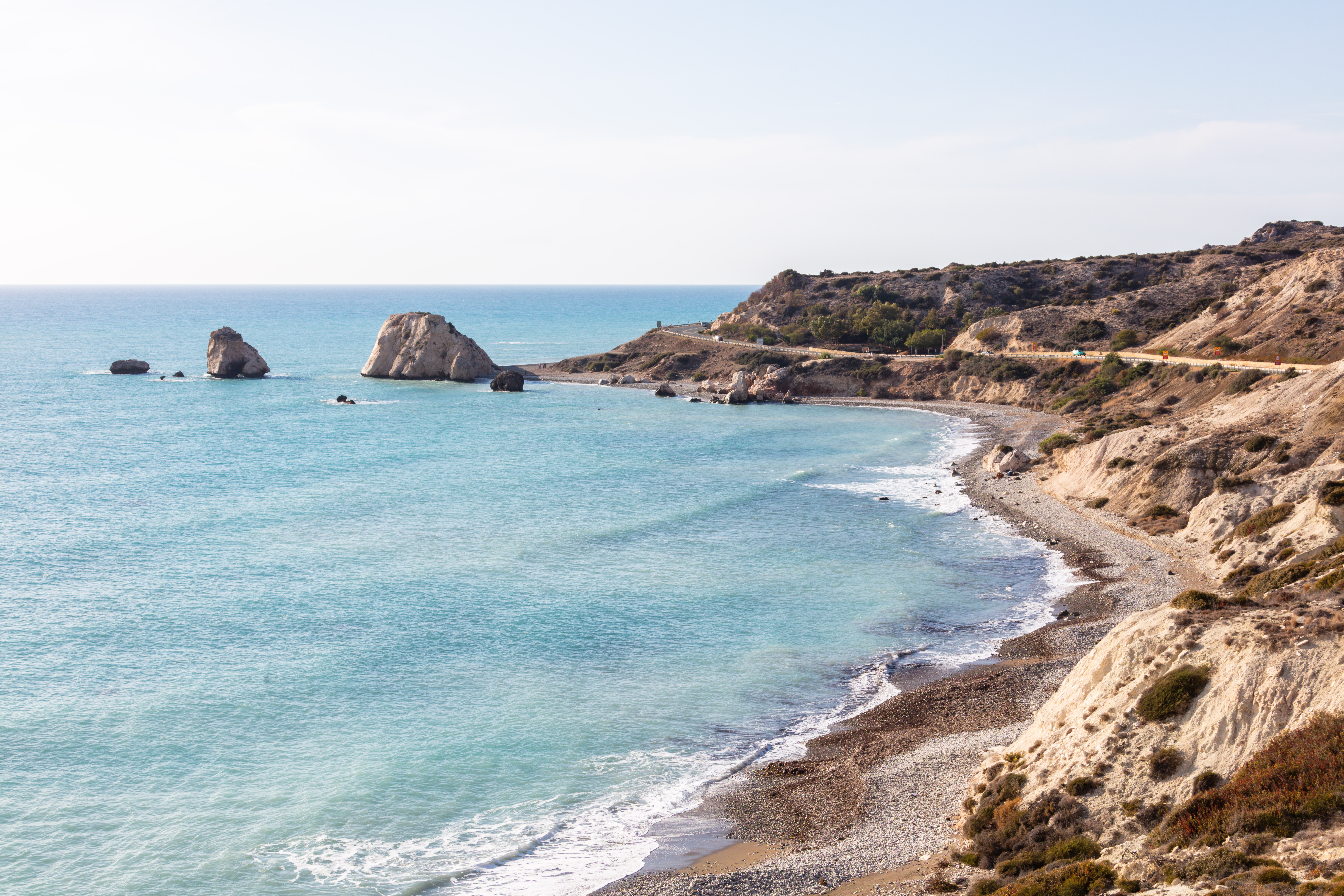
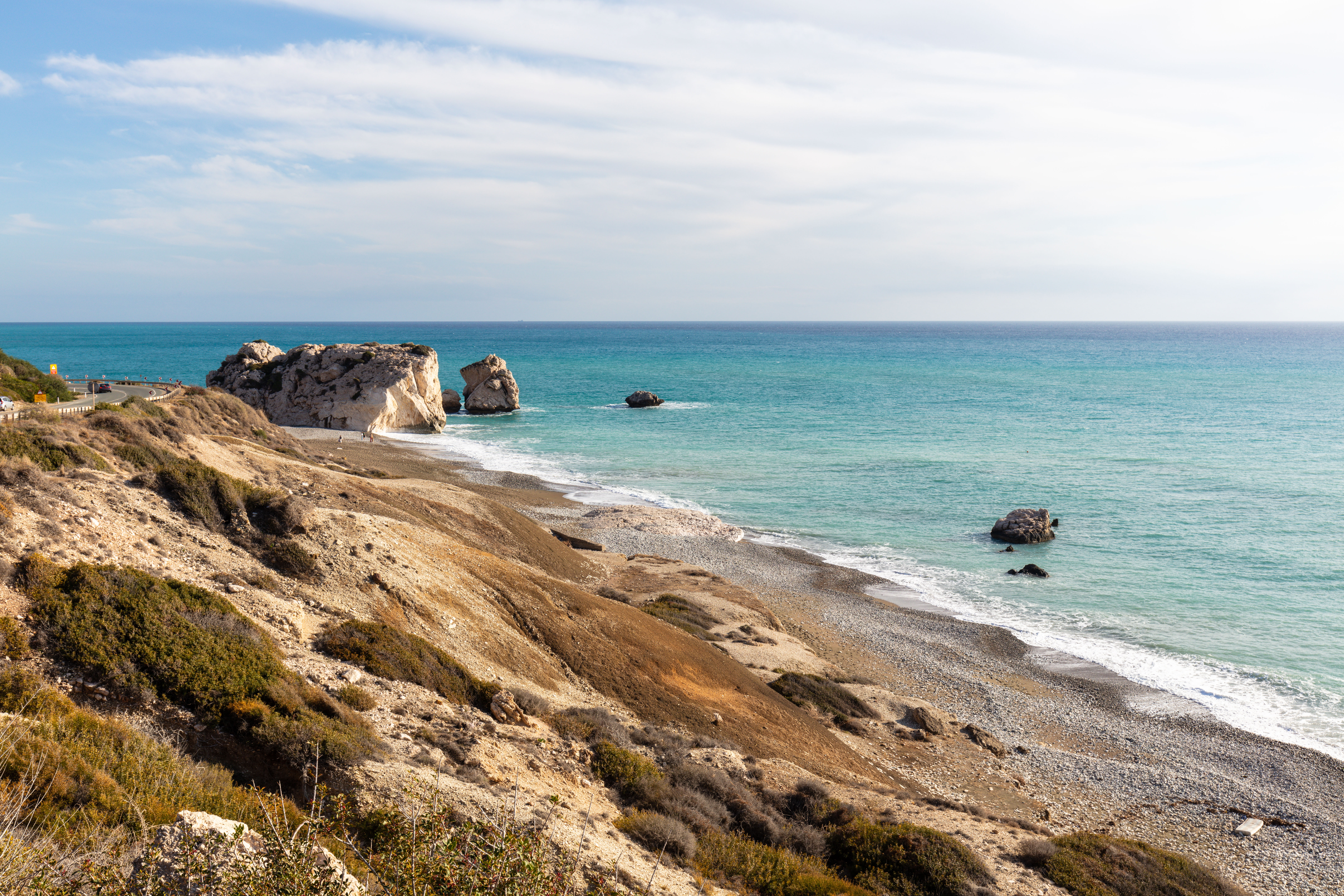
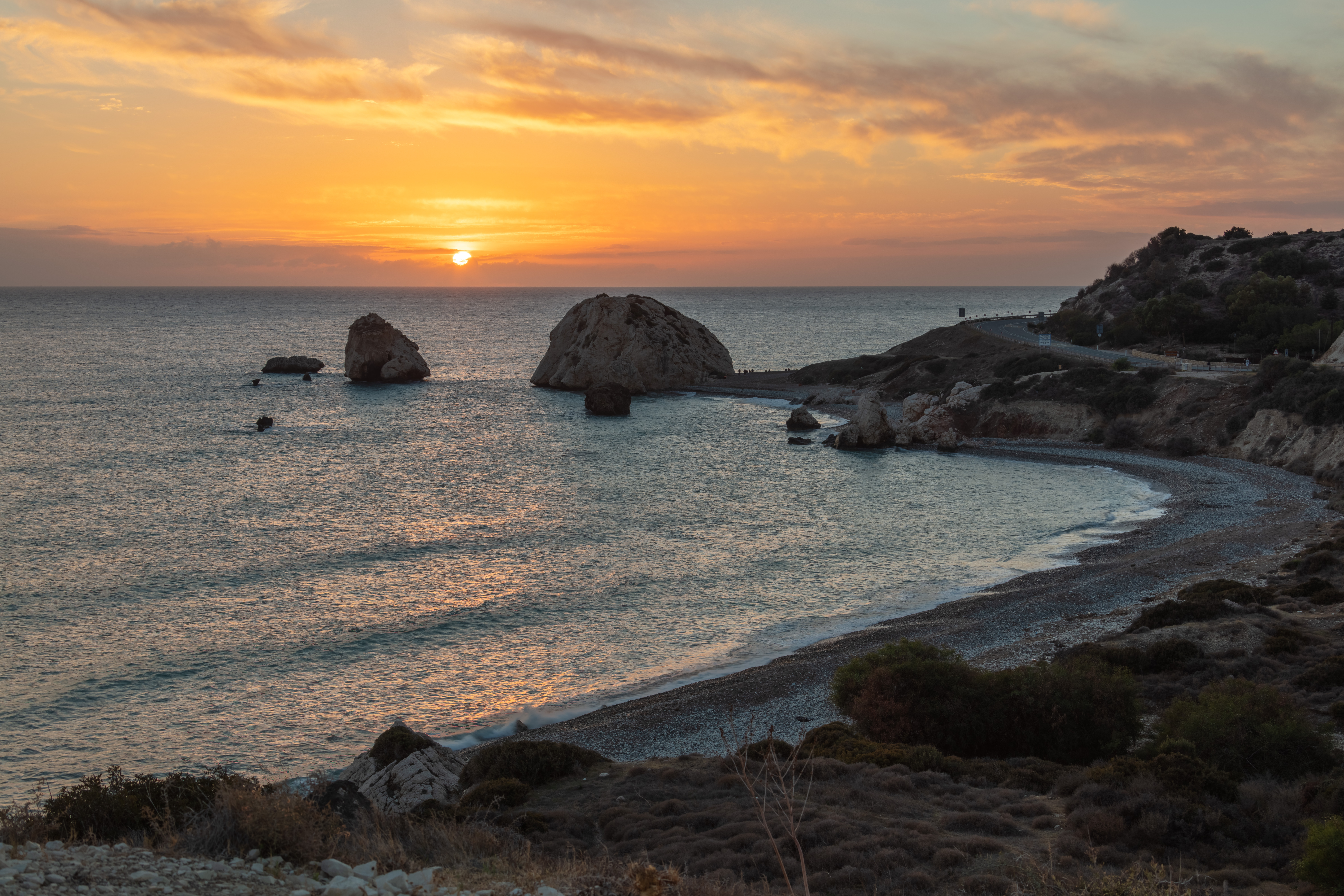
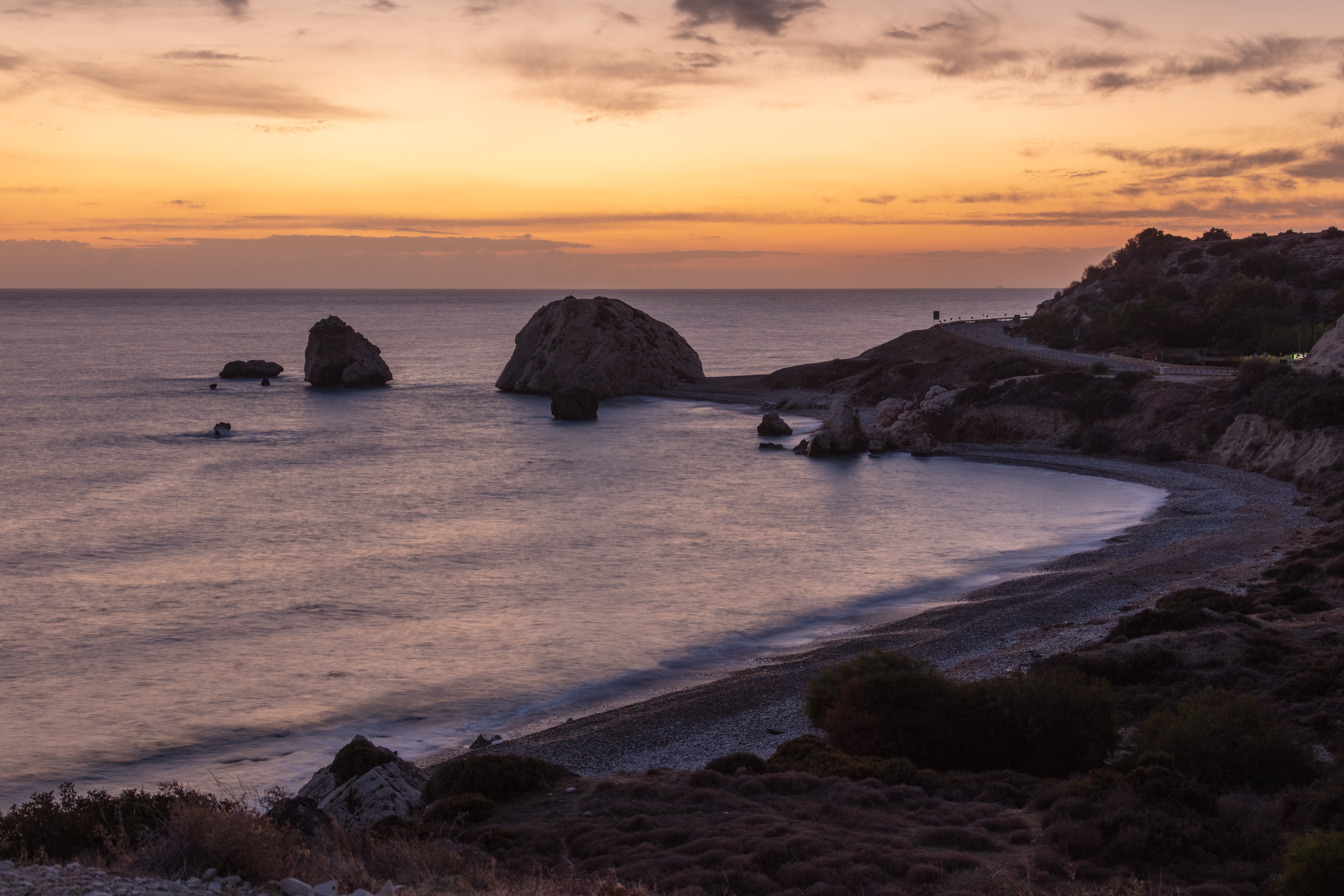